# La Case de l'oncle Tom (film, 1913, Turner)
Pour les articles homonymes, voir La Case de l'oncle Tom (homonymie).
La Case de l'oncle Tom (Uncle Tom's Cabin) est un court métrage muet américain réalisé par Otis Turner, sorti en 1913.
Ce film est une adaptation cinématographique du roman La Case de l'oncle Tom de Harriet Beecher Stowe, paru en 1852.

## Synopsis
L'oncle Tom et Eliza sont tous deux esclaves de la même maison dans le Kentucky.

## Fiche technique
- Titre : Uncle's Tom Cabin
- Réalisation : Otis Turner
- Scénario : Allan Dwan, d'après le roman de Harriet Beecher Stowe
- Pays de production :  États-Unis
- Durée : 30 minutes (3 bobines)[3]
- Format : court métrage, muet, noir et blanc
- Genre : Film dramatique
- Date de sortie : 
  - États-Unis : 25 août 1913

## Distribution
- Margarita Fischer : Eliza
- Gertrude Short
- Harry A. Pollard
- Edward Alexander
- Iva Shepard